# Маркетплейс
Інтернет-маркетплейс (англ. online marketplace, online e-commerce marketplace) або онлайн-ринок електронної комерції — тип вебсайтів електронної комерції, де інформацію про продукти або послуги надають треті сторони. Інтернет маркетплейси є основним типом багатоканальної електронної комерції та можуть бути способом оптимізації виробничого процесу.
На онлайн-ринках споживчі транзакції обробляються оператором ринку, а потім доставляються та виконуються роздрібними або гуртовими продавцями. Вебсайти такого типу дозволяють користувачам реєструватися та продавати окремі товари багатьом предметам за плату «після продажу».
Загалом, оскільки ринки об'єднують продукти від широкого кола постачальників, вибір зазвичай ширший, а доступність вища, ніж в інтернет-магазинах постачальників. З 2014 року онлайн-маркетплейси збільшили різновид товару. Деякі онлайн сервіси мають широкий вибір продуктів загального інтересу, які задовольняють майже всі потреби споживачів, інші є специфічними для споживачів і обслуговують певний сегмент.

## Інтернет-маркетплейси B2B
Деякі з найперших онлайн-ринків були створені для кооперації між бізнесом та бізнесом (B2B). Перші приклади онлайн-платформ, які забезпечували електронну комерцію між підприємствами, включають VerticalNet, Commerce One та Covisint. Сучасні онлайн-ринки B2B зосереджені на обмеженому діапазоні товарів або послуг, таких як EC21, Elance та eBay Business, і не стали такими популярними, як роздрібні маркетплейси. Купівля B2B вимагає, щоб онлайн-ринки сприяли складним транзакціям, таким як запит пропозицій (RFQ), запит на інформацію (RFI) або запит на пропозицію (RFP).

## Інтернет роздрібна торгівля
Інтернет-маркетплейси — це компанії, які діють як посередники, з'єднуючи покупців і продавців. Прикладами поширених маркетплейсів для роздрібної торгівлі споживчими товарами та послугами є Amazon, eBay, Rozetka, OLX, Alegro. На вебсайті сервісу продавці можуть публікувати свою пропозицію товару з ціною та інформацією про особливості та якості товару. Потенційні клієнти можуть шукати та переглядати товари, порівнювати ціну та якість, а потім купувати товар безпосередньо у продавця. Інвентар ведеться продавцями, а не компанією, яка керує онлайн-ринком. Інтернет-маркетплейси характеризуються низькою вартістю налаштування для продавців, оскільки їм не потрібно керувати роздрібним магазином.

## Для послуг та аутсорсингу
Існують маркетплейси для онлайн-аутсорсингу професійних послуг, таких як ІТ-послуги, SEO, маркетинг, а також вузькопрофільних спеціалізацій. Онлайн-ринки Microlabor, такі як Upwork і Amazon Mechanical Turk, дозволяють фрілансерам виконувати завдання, які потребують лише комп'ютера та доступу до Інтернету. За словами Amazon, їх ринок Mechanical Turk зосереджений на «завданнях людського інтелекту», які важко автоматизувати за допомогою обчислень. Це включає маркування вмісту та модерування вмісту.
Онлайн-ринки Microlabor дозволяють працівникам у всьому світі, без офіційного статусу зайнятості, виконувати цифрову віддалену роботу, наприклад, оцінювати зображення відповідно до вказівок щодо модерації вмісту. Співробітники отримують платню за кожне завдання, наприклад 0,01 дол. США за кожне модероване зображення, і накопичують оплату на платформі microlabor.

## Економіка спільної участі

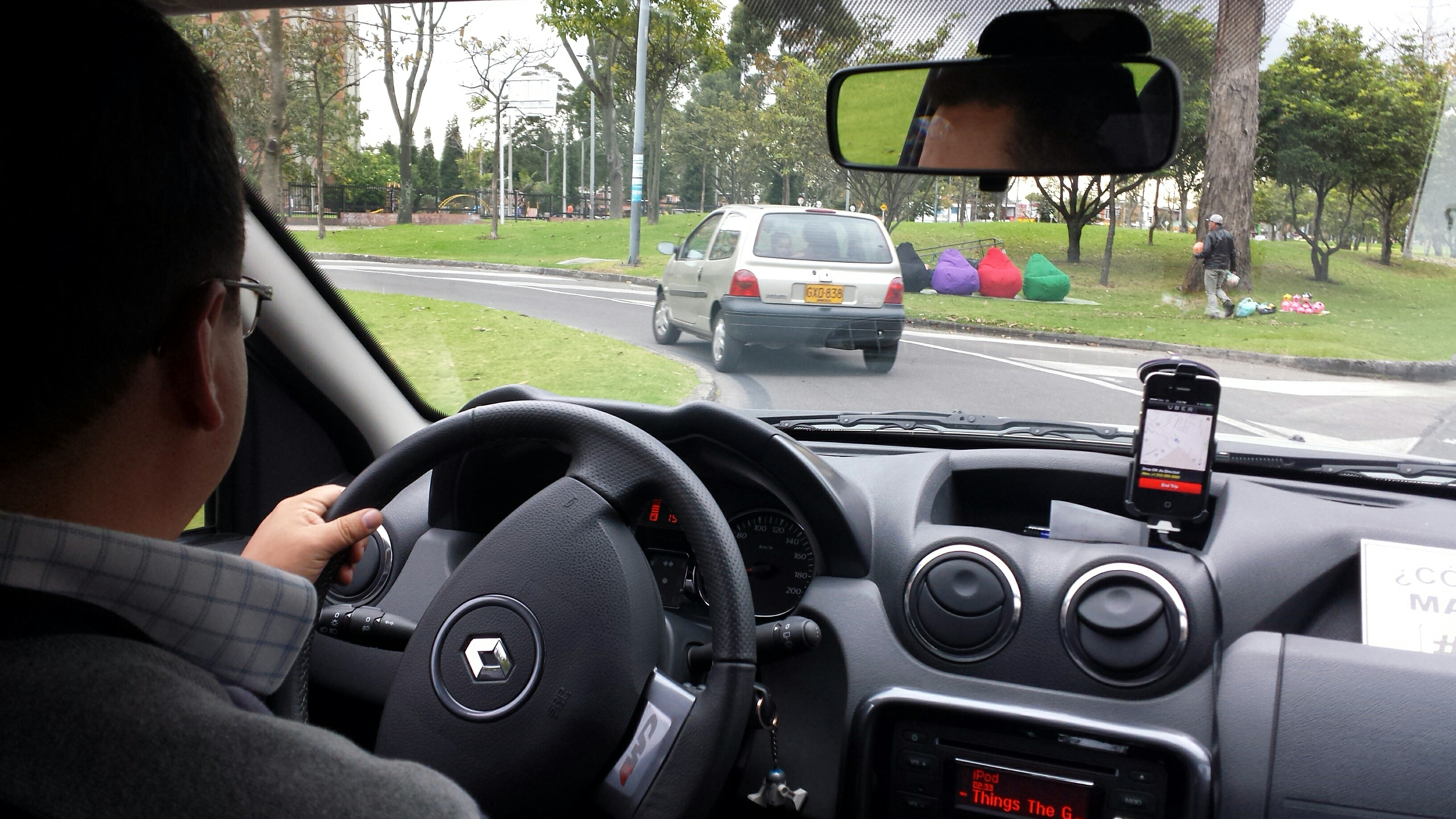
Водій Uber у Боготі, Колумбія з додатком Uber на смартфоні, встановленому на приладовій панелі

У 2004 році Йочай Бенклер зазначив, що онлайн-платформи, поряд з безкоштовним програмним забезпеченням і бездротовими мережами, дозволяють домогосподарствам ділитися неактивними або недостатньо використаними ресурсами. Оскільки економіка спільної участі надихається переважно філософією відкритого коду, проєкти з відкритим кодом, присвячені запуску рівноправного ринку, включають Cocorico та Sharetribe. У 2010 році CouchSurfing було створено як комерційну корпорацію, а до 2014 року — онлайн-ринки, які вважають себе частиною економіки спільного використання, такі як Uber і Airbnb, організували торгову асоціацію Peers.org. У 2015 році Алекс Стефані, засновник онлайн-маркетплейсу JustPark, визначив економіку спільної участі як економічну цінність, що виникає в результаті розміщення недостатньо використаних активів в Інтернеті.

## Критика
Дослідження 2014 року oDesk, раннього глобального онлайн-ринку для позаштатних підрядників, показало, що аутсорсинг збільшує можливості для фрілансерів незалежно від їх географічного розташування, але фінансові вигоди для більшості підрядників були обмежені, оскільки досвід і навички не призвели до підвищення оплати.
Загальна критика полягає в тому, що закони та нормативні акти, що стосуються онлайн-ринків, досить недостатньо розроблені. Як наслідок, існує невідповідність між відповідальністю, підзвітністю та відповідальністю ринку та третіх сторін. Останніми роками онлайн-ринки та платформи зіткнулися з великою критикою за відсутність захисту споживачів.